# Cubierta de Leganés
La Cubierta de Leganés es un espacio multiusos con techo retráctil concebido como plaza de toros, sito en la ciudad española de Leganés. Actualmente se promociona bajo el nombre de La nueva cubierta.

## Historia y descripción
Se encuentra en una manzana conformada por la avenida de Gibraltar, la calle del Maestro, la calle de AC/DC, la calle de Rosendo y la plaza de Joan Manuel Serrat.
Su inauguración tuvo lugar el 31 de julio de 1997, con la celebración de un evento taurino protagonizado por José Miguel Arroyo Delgado, Enrique Ponce y Francisco Rivera Ordóñez. Su aforo era entonces de 8500 espectadores. A lo largo de la década de 2000 la plaza adquirió mala reputación por las frecuentes reyertas acontecidas junto a los locales de ocio instalados en el entorno del recinto. El número de festejos taurinos celebrados anualmente también experimentó una tendencia a la baja desde su inauguración.
Como recinto de conciertos ha albergado eventos de The Chemical Brothers (1999), Rage Against the Machine (2000), Deep Purple (2006), Scorpions (2008), o Judas Priest (2011), entre otros.